# スーパードクターK
『スーパードクターK』は、真船一雄による日本の漫画作品。講談社の『週刊少年マガジン』にて1988年17号から1998年45号まで連載された。
本作は医師兼漫画家の中原とほるが原案協力、万丈目喜介（まんじょうめ きすけ）が取材協力を担当している。

## 概要
裏の世界で生きる医師の家系という宿命を背負った主人公KAZUYAが、様々な事故、事件、陰謀、そして病気と出会い解決していく人間ドラマである｡
キャッチコピーは｢ハードボイルド医学伝説｣。連載当初はKAZUYAの超人的な面が強調されていたが、医学監修を導入して以降、医療問題やそれに携わる人々のドラマを描き出してゆく内容に変わっていった。当初はキャッチコピーの通りハードかつバイオレンスな作風であったが、途中からは脇役をメインとしたコミカルなエピソードも増えていく。更に終盤では、KAZUYAが校医としてとある高校に赴任し、生徒との交流を描く学園漫画のような作風となり、KAZUYA本人や医療行為が全く登場しないエピソードも存在する。こうした柔軟かつ幅広いストーリー展開もあり、連載期間は10年以上と、数ある医療漫画作品の中でも屈指の長期連載作品となった｡
特徴としてスポーツ医学（主に野球）を題材としたエピソードも多く、KAZUYAが本編でセコンドとして活躍する描写もある｡
1996年前出の｢校医編｣終了後にタイトルが『Doctor K』へ変更され、よりドラマ性が重視された作品へと移行した｡
2004年からは続編の『K2』（ケーツー）が講談社刊『イブニング』にて連載を開始、シリーズ3作共コンビニコミックス｢講談社プラチナコミックス｣（KPC）版も存在し、前2作のKPC版は｢アンコール刊行｣もされた｡
同時期に『少年マガジン』で連載されていた『はじめの一歩』や『ミスター味っ子』の登場人物がモブとして出演している｡
2021年9月時点で「スーパードクターK」シリーズの累計発行部数は1500万部を突破している｡
改題前は全394話、改題後は全91話の、計485話｡
3作中第1作のみ、話数が巻毎に｢カルテ1｣～と表記されており、通算話数が記されていない。

## あらすじ

### スーパードクターK
かつて日本に、日本医学界の最高権威・帝都大医学部を首席で卒業した天才青年医師がいた。若くして国際レベルで活躍し、その執刀技術は特Aランク。しかし、彼はある日、忽然と姿を消した。彼こそは野獣の肉体に天才の頭脳、そして神技（しんぎ）のメスを持つ男。その名は｢K｣。Kがその医療技術によって多くの人命を救う中で多くの仲間が触発されながら成長し、K自身も成長していく。

### Doctor K
アメリカ合衆国大統領ジム・ハミルトンが何者かの手によって瀕死の重傷となる。容疑者はドクターK。犯行の裏には何が？ そして一昭の計画とは？ KAZUYAの物語に終止符が打たれる。

## 『スーパードクターK』及び『Doctor K』の登場人物
一部の人物は次作『K2』にも登場する。K2で語られる内容については、K2 (漫画)#登場人物を参照。
なお、単発エピソードでしか登場しない人物も一部に含まれ、並びが初出順になっていない場合がある。

### Kの一族
人の命を救うために活躍し続けたKAZUYAの血族。日本だけでなく日本国外にも存在する。
KAZUYA（カズヤ）/西城 カズヤ（さいじょう かずや）（1963-1999）
主人公。神技のメス、天才的頭脳、無敵の肉体を持つフリーランスのスーパードクター。身長190cm以上。
普段は簡単な医療道具と血染めのロープが収納されたマントを着用し、それ故に初対面の人にしばしば不審がられることもある。常に裏社会に狙われる身だが、その人脈に国境はなく、KAZUYAを慕う人物は政府首脳からマフィア、テロリストまで幅広い。
人間離れした怪力の持ち主で、崩れたビルの瓦礫を長時間支えたり、鉄格子や分厚い鉄扉を容易く蹴破ったりと、その肉体を駆使して度々窮地を切り抜けている。仕事上、世界中を飛び回ることも多いが､現地人とのコミュニケーションも難なくこなし、外国語が苦手な大垣に代わって外国人と電話で話す描写から、語学にも堪能であることが窺える。また、テレビに僅かに映ったかつての患者の異常事態を看破し紛争地帯に飛び込むなど、フットワークが非常に軽い。一方、医療もの小説の原稿の添削を求められた際は読むこと自体を全力で拒否するなど、医療に関係すればなんでもOKという訳ではない。
男女を問わず悪に対しては容赦のない性格だが、社会的弱者等の助けを求める声には命を懸けて応える。また、良くも悪くも歯に衣着せぬ物言いをすることが多く、それがたとえ政治家やマフィアのボス、人間国宝であろうが容赦しないため、相手の不興を買うことも多い。だが礼を失している訳ではなく、恩師や先輩など人間的に尊敬できる人物には丁寧な言葉遣いである。
表情が堅い印象が強いが、性格は暗い訳ではなく、高品のボケに真顔で突っ込みを入れたり、いきなり大垣にキスした佐知子を見て大袈裟な反応をしたりと、コミカルな一面も持っている。
姓は母方のものであり、父方の姓は明らかになっていない。Ｋの一族は「一範」「一舎」「一丈」といったように、名の頭文字に「一」が付く（いわゆる通字）。そのため、いつの時代でも一族の者の名のイニシャルは必ず「K」となっている。KAZUYAの漢字表記は明らかにされておらず、中学校の卒業アルバムには片仮名表記されている。
一流大学である帝都大学を首席で卒業し、医師免許を取得。外科だけでなく各分野に精通しており、鍼治療も得意である。自分の両手が塞がっていて手術ができぬときや自分がその場に居ないときなど 場合によっては、子供も含めた医師ではない人間に平然と医療行為をさせることもある。但し、在不在に拘わらず彼がサポートしているので医療事故が起ったことはない。
試合を控えていたプロボクサーの患者を診察したこともあり、その試合中の補佐のためにセコンドのライセンスを取得している。同席したボクシングジム会長が止血作業の手際の良さに「カットマンとしても一流」と思ったほどである。
彼の報酬は"患者の誠意"であり、ピンは数千万円もの大金からキリはリンゴまで様々だが、正規の治療費以外は受け取らない場合が大半を占める。患者が治療費を払えないほど困窮していることも多く、その場合は自らが金策に走ることも多い。
女心に非常に鈍感。女嫌いではないが、常に危険に晒される身ということで自分から敢えて遠ざけている傾向もある。
物語の中盤で胃癌を発病するも高品の執刀の元、一時は全快する｡『Doctor K』の終盤では癌を再発し、その闘病生活が描写され、その死を予感させつつ本作は終了する。柳川教授は、この癌の遠因を、自分及び父親の一堡と共に巻き込まれた放射線漏れ事故の際の被曝だと推測している。
ゲーム『龍が如く』の主人公である、桐生一馬のモデルとなった可能性がある。現在、公式ではモデルとなった人物はいないとされているが、ゲーム発売後の開発者インタビューにて「原案の一人に腕っぷしが強い天才外科医師がいる」という旨の発言が残っている。
一堡（かずおき）（1934-1980）
KAZUYAの父親であり師匠。彼もまた、年齢不相応に鍛え上げられた肉体の持ち主。違法行為であることを歯牙にもかけず、未成年のKAZUYAにスパルタ教育で医療技術を叩き込み、KAZUYAがまだ6歳だった年の或る夜密猟者らしき何者かに恐らく「熊かなにかと間違え」られて散弾銃で撃たれた際には弾丸の摘出手術をさせた（それがKAZUYAの恐らく初手術）。
回想話である単行本第3巻第5話『父の魂』にて、原子力医療開発研究所をKAZUYA・柳川と共に訪れた際、震度7の直下型地震に見舞われ、爆発による放射能漏れ事故が発生した。放射能を遮断できる部屋へ避難するが、部屋の扉の前に巨大な瓦礫があり、それを一人で除去する。その際再び爆発が発生し、衝撃で扉が閉じられる。扉の再開閉をすれば部屋内が放射能で暴露されることになるため、自らの命を犠牲にしてKAZUYA・柳川を含む命を救った。結果、大量の放射線に暴露されたことによる呼吸麻痺で扉前に立ったまま絶命する。
一昭（かずあき）（1937-1998）
一堡の弟。KAZUYAの叔父。母・昭子から一字を取って名づけられる。昭子は一昭の出産に伴い死去。日ソ開戦により、旧ソ連で父の一宗及び兄の一堡と生き別れとなった後、育て親の養子となり「スラフ･カズアキ･バリシニコフ」と名乗る。ソ連の科学アカデミーで優秀な外科医となるが妻子の不審死を契機に失踪。胎児の臓器密売など医療技術を駆使した闇の組織を作り上げ、KAZUYAと対立する。思想の根本にあるものは優生思想であり、優れた人間だけが生き残ればよいというものであった。後に癌に全身を蝕まれる中でKAZUYAの病状と余命を悟り、一族の行く末を案じ、後出の黒須麻純にKAZUYAのクローンを産ませた。最期は医師としてその生涯を閉じ、妻子の眠るロシアに葬られた。
一宗（かずむね）
一堡と一昭の父であり、KAZUYAの祖父。息子達と別れた後、戦後の混乱の中シベリアに渡り、その生涯を閉じる。
一範（かずのり）
江戸時代初期に活躍したKの一族。鉄砲の銃身を両手で折り曲げるなどと一族でも指折りの怪力を誇り、顔に斜めの刀傷がある。都合2エピソードに登場し、前者では頬にこぶとりじいさんのような瘤のある男・又六を手術、後者では或る藩主の影武者を仕立てるべく整形手術を行った。
一丈（かずたけ）
江戸時代後期に活躍したKの一族。シーボルトと友情を育む。その時代に於いて初めてエレキテルを使っての電気ショック蘇生を行う。
一舍（かずいえ）
幕末、明治時代に活躍したKの一族。幕末の志士・高杉晋作の親友。晋作に革命に誘われるが国よりも人命を救う事を優先し、断った。晋作の死を看取った後渡独し、生前彼が言っていた「事前に病気を知ることができる方法」（大意）を編み出す（見つける？）ためにレントゲンと共にX線研究チームの一員に加わった。
西城杏子（さいじょう きょうこ）（1937-1966）
KAZUYAの母親。本人曰く、一堡とは互いの父親同士が決めた許婚のようなものだったらしい。ただし一堡はそれを全く知らず、また杏子の兄・頼介は反対していた。
事故で重体となった幼いKAZUYAの命を救うために自分の血液（KAZUYA共々、日本人には珍しいルイス式血液型【 Le（a-b-）】）を大量に輸血し死亡。享年29。
西城頼介（さいじょう らいすけ）（1932-）
帝邦大学第一内科名誉教授。西城杏子の兄で、KAZUYAの伯父。西城家12代目当主であり、Kの家系が外科の天才ならば西城家は内科の天才と称される。その家系は江戸時代に将軍家の典医を務めていたほどである。彼自身、20代で帝都大の姉妹校でもある帝邦大の内科教授に就任した天才。死亡した杏子の体内から受精卵を取り出し保管。妻の美沙江を代理母としてKEIを出産させた。
西城KEI（さいじょう ケイ）（1968-）
KAZUYAの妹だが、その出生により西城頼介の娘として育てられる。帝邦大医学部卒。何故か皆が彼女をアルファベットで「KEI」と呼ぶため、KAZUYAと同じく名の表記は漢字かどうか不明である。自らの出生の秘密を偶然知り、母を死に追いやった医学（大量輸血による失血死）及びその原因となったKAZUYAに復讐するためにテロリストとなる。性格は当初は悪女そのものだったが、後にKAZUYAと和解し、医学界に復帰。KAZUYAの右腕的存在になる。KAZUYAに勝るとも劣らない腕を持つと評価され、KAZUYAからも後継者に指名されるが、本人は兄の技量に遠く及ばないと発言している。
磯永幸司（いそなが こうじ）
KAZUYAの後輩。KAZUYAの勧めでKEIが開業した西城医院に勤務する。研修医時代は内科専攻でKAZUYAと反目していたが、後にKAZUYAの説得と手腕に感服し、外科に移った。その影響から、内視鏡を用いた治療を得意とする。
自動車レース・F3000の熱烈なファン。情に厚い性格で存外涙脆いが、KEIが呆れるほどお下品。KAZUYAの前では後輩としておとなしくなる一面も持つ。後にKEIと結婚した。
西城連介（さいじょう れんすけ）（1961-）
KAZUYAの従兄。
西城隆介（さいじょう りゅうすけ）（1970-）
KAZUYAの従弟。画家志望で美大を受験した。
黒須麻純（くろす ますみ）（1964-）
KAZUYAの元許婚。人の死期がわかる予知能力を持った代々看護婦である女系一族の末裔。その家系は奈良時代にまで遡るという。KAZUYAには好意を寄せるも妹のようにしか思われず、一昭の計画に手を貸してKAZUYAのクローン・一也を出産。その後、息子を連れて一昭の元から逃亡する。
黒須一也（くろす かずなり）（1995.12.17-）
KAZUYAのクローンにして黒須麻純の子。名前はKAZUYAを漢字表記したものだが読みは｢かずなり｣。西城総合病院でKAZUYAと会い、KAZUYAに懐く。
最終回の2018年には青年になった姿で高品の前に現れる。
劉亢虎（リュウ カンフー）
中国のＫの一族であり、KAZUYAの遠い親戚でもある。KAZUYAよりやや年上で容姿はそっくりだが、髪の右半分が白髪。当初はチャイニーズマフィアの用心棒としてKAZUYAの前に現れるが、その正体は機密公安捜査官であった。そのマフィアのボスであり父の敵でもある陳に復讐の念を抱き殺そうとするが一族の血には逆らえず、罪の意識と殺される恐怖が原因でチアノーゼに陥った陳を結局救ってしまった。捜査終了後は公安捜査官を続けながら医師も目指すことを決意した。
劉可明（リュウ ケミン）
劉亢虎の父親。腸捻転を患った若き頃の陳を救うが、当時の文化大革命に巻き込まれ、陳の密告で恩を仇で返されて無実の罪で投獄されてしまう。戻って来た彼は既に虫の息であったが、誰も恨むことなく衰弱して死亡した。

### KAZUYAに関わる人物
高品龍一（たかしな りゅういち）（1962.4.30-）
寺沢病院の医師。西海大医学部卒業。専門は腹部外科。神奈川県出身。血液型はO型RH＋。身長175cm。体重65kg。KAZUYAに患者を奪われるもその手術技術に心服する。
医学生時代から自他共に出来が悪いと言っていたが、後出の朝倉雄吾からは見下されることなく友人付き合いを続けられており、また本気と執念に突き動かされて猛勉強した際には、一度だけ朝倉雄吾をも抜いて学年トップの成績を取ったことがあるなど、決して無能な人物ではなく秘めた才能を持っていた。
情けなくお調子者だが、KAZUYAの親友となり、努力を続け一流の医者に成長する。
手術室長に昇進するも、手術室の管理不備を原因とする院内感染を引き起こしてしまい責任を取り寺沢病院を退職した。後に高品診療所を開業。その実力はKAZUYAも認め、自分の手術の執刀医に高品を指名したほどである。また、その努力は後にドイツ留学へと繋がった。
最終回の2018年には高品総合病院の院長を務めている。しかし、この頃もやはり妻には頭が上がらない様子。
院長就任後も院長室に居ることはあまりなく、病室を回って患者を診察したり気さくに話したりし、多くの医師に慕われている。
アイドルに詳しい。交友関係が広く、医療関係者以外の友達にはマスコミにも取り上げられるほどの有名シェフや高い実力を持つ陸上選手がいたりする。
モデルは作者自身。KAZUYAより一歳年上である。
高品（旧姓：斎藤）淳子（たかしな じゅんこ）（1967.9.11-）
寺沢病院に勤務する看護婦。当初は嘘をついてディスコで夜遊びをするなど仕事より遊び優先だったが、KAZUYAや高品との出会いで考えを改め、彼女もまた看護婦として成長する。外見は所謂イケイケ系で、なかなかの美人。
物事をハッキリと言う性格で、目上だろうとどんな相手に対しても横柄な態度を取る為、周囲からは生意気に思われがちであり、後輩の看護婦や患者達には煙たがられているうえに陰口を叩かれている。味にはうるさい。ハデ好きな割にはお金のやりくりは上手だったりする。後に高品と結婚し、高品診療所へ職場を移した。最終的には看護婦としての腕前も一流と言って良いものになっている。
最終回の2018年には『日本ナース協会』の会長になっており、看護婦の待遇改善に取り組んでいる。
谷岡修二（たにおか しゅうじ）（1954.12.19-）
寺沢病院の医師。高品の先輩であり、彼の良き理解者。その一方で、過去の経験から町医者としての限界を或る程度悟っている為、何処か冷めた一面も持っている。
柳川慎一郎（やながわ しんいちろう）（1934.11.28-）
KAZUYAの恩師にして帝都大医学部長。一堡の親友でもあった。日本医学界の最高峰に君臨する一人であるにも拘らず驕らない人格者で、磨かれた医師としての腕前も確かなもの。真田武志によって腕時計に放射性物質であるコバルト60を仕込まれ、結果的に左手首が動かなくなるが、それでも周囲を唸らせるほどの執刀技術を持っている。しかし本人は「一堡には及ばない」と発言している。
昭和55年、一堡が命を落とした原子力医療研究所の爆発事故で彼自身も放射線を大量に浴び、その8年後、放射能障害による癌に侵されるが、KAZUYAの手術で完治。59歳の時には認知症のような症状に悩んだこともあったが、自分より年上ながら帝都大学に入学して勉学に励んでいる後出の村岡盛澄と、KAZUYAの手引きにより出会って発奮。その後、特にそれらしい症状は表れていないようである。
七瀬恵美（ななせ めぐみ）
斎楓会総合病院外科部長。かなりの美人。生真面目な性格の持ち主の為、彼女も最初はKAZUYAを毛嫌いするが、KAZUYAに命を救われて以来、親友となる。医師としての腕前は優秀で、皆に認められている。叶わぬことと知りながらもKAZUYAを一途に愛している。KAZUYAも彼女の思いに気づいていない訳ではない。
名前に「えみ」とルビが振られたコマが存在するが、｢めぐみ｣が正式名。
シリウス
KAZUYAが山で拾った賢い犬。名付け親もKAZUYA。七瀬が貰い受ける。
山にピクニックに来た一行が持参した弁当が食中毒菌に汚染されていることを見抜いたり、KAZUYAがその前に谷底に落としてしまっていた救急セットの箱を、抗生物質の臭いを頼りに探したりする。
七瀬の親戚の住む村で発生しているという奇病の原因を突き止めるため、七瀬と共に村へ向ったKAZUYAが狂犬病に感染した野生アライグマの集団に襲われて負傷してにっちもさっちもいかなくなった際には、シリウスが法律に基づく狂犬病予防接種を受けていて免疫があるということで、助けを求めるメモを麓まで届ける、救急隊員も面体を確認していなかったりで判別不能だった糖尿病患者を体臭から当てる、といった活躍もしている。
更に別の話では、悪戯坊主によって顔や胴体にラクガキをされる。
『Kのニセ物現る！』編を最後に登場しない。
大垣蓮次（おおがき れんじ）（1954.７.22-）
二浪した後帝都大医学部へ入学したKAZUYAの先輩。KAZUYAはじめ後輩からは｢軍曹｣とあだ名される。地方の大学病院に移ったが、そこで教授に既に手の施しようがない末期癌患者を押しつけられたうえ死後の全責任を背負わされてクビになり、医学界の汚さに幻滅して野に下り、診療所を開業。KAZUYAと再会するまではろくに患者も診ず、自堕落な生活を送っていた時期もあった。
ファッションには無頓着で酒飲みのヘビースモーカー、おまけに診察中にも競馬中継のラジオを聴いているほどギャンブル好きな面もあるが、医師としての腕はKAZUYAも認めるほど優秀。患者を真面目に診るようになってからは、少なくとも診療中は酒絶ちをしているが、ギャンブルに関しては「酒はやめてもコイツだけはやめられねえ」との弁。
大垣佐知子（おおがき さちこ）/旧姓：滝村（たきむら）（1971.５.20-）
大垣の妻。実家は関東一のシェアを誇る医療器具の大手メーカーであるタキムラ医療機器。常に患者を救うことを最優先する大垣の人柄に惚れ込み、親の勧める見合い縁談を蹴り結婚した。少々世間知らずなところもあるが、優しく真面目な性格の美人。
後にタキムラ医療器具が経営危機に瀕した際、彼女にも災難が降りかかるもKAZUYAのおかげで無事解決。大垣との間に女の子をもうけた。
磨毛保則（まもう やすのり）（1964.1.15-）
帝都大学でKAZUYAの同期だった医師。理数系の天才で、医療機器の研究開発を行っており、学生時代は医学部生でありながら、授業には殆ど顔を見せず機械弄りに没頭していた。その天才ぶりはKAZUYAも後出の香田直一も認めており、多数の特許を取得するなど腕は確かだが、着替えや洗濯の時間が惜しいという理由から下半身丸出しで研究を行う等の奇癖の持ち主で、周囲からは変人扱いされている。但し、人とのコミュニケーション能力に難ありなどということはなく、話術はむしろ得意分野。講義で使用する本の水増し部分を指摘して、そこは読まなくて良いと忠告し受講者達を笑わせるなど、評判は悪くはない。
よく死んだ実験動物を食べようとするが、これは、自分の手で成仏させてあげたいという感情に起因する。負けず嫌いな一面も持っており、臨床ではなく病理研究の道に進んだのは｢メスを握って競ったらKAZUYAにはとても勝てない｣（大意）と認めていたからでもある。カウンセリングも可能で、上がり症の研修医を見事立ち直らせたりもした。
多数の特許で得た収入で帝都大学敷地内の一部を買い取って個人所有しており、周囲から｢磨毛の館｣と呼ばれる。初登場時は癌が全身に転移し末期症状に陥っていたが、自ら開発した治療機器｢MARS001RP｣（マーズ001RP、MARSはMedicalAutomationRobotSystemの意）による治療とKAZUYAの手術により完治した。その後大学内で講義を受け持っている。
香田直一（こうだ なおかず）（1964.12.7-）
帝都時代のKAZUYAの同期。劇中の台詞によれば「ちっぽけな薬事会社」である大島製薬に薬学者として勤務。その実力は大手製薬会社の人間が彼の研究成果を見て「おそるべき天才薬学者」と唸るほどだが、KAZUYA曰く、決して慢心せずにコツコツと結果を積み重ねていくタイプ、とのこと。
普段は穏やかで優しい性格だが正義感が非常に強く、患者のことになると激情的な面も覗かせる。患者に対し命を危険に晒すような不正を行った悪党共を、KAZUYAと二人で容赦なく叩きのめした。
朝倉雄吾（あさくら ゆうご）
西海大付属病院に勤務していた医師。高品とは同期であり友人である。専門は脳外科。当初はKAZUYAを毛嫌いしていたうえに中絶せざるを得ぬ胎児を実験台にすることを是としていたが、胎児性水頭症患者として生まれた息子・省吾（しょうご）をKAZUYAが治してくれたのを機に考えが改まりKAZUYAとは親友になった。
西海大医学部時代から秀才として名を轟かせており、｢（医）学会の風雲児｣と呼ばれ将来を嘱望されていたが、学内の不正を内部告発したせいで学長・平（たいら）以外の西海大幹部からは疎まれる存在となり、後に西海大を追われ渡米。学長からは出奔を惜しまれ、｢西海大が朝倉雄吾を追い出したのではない、朝倉雄吾が西海大を見限ったのだ｣との言葉（大意）を残され、柳川教授をして｢（朝倉を筆頭に）若くて優秀な頭脳が海外に流出しすぎている。日本医学界のこの現状をなんとかしなければならない｣と言わしめた（大意）ほどだった。
活躍の場を後出の「クエイド財団」に移し、全米でも指折りの脳外科医に成長し、社長業と並行して医師としても現役を続行している。
西海大追放は、学長の死後に就任した新学長（亡くなった学長の息子）により解除されている。
ケビン･クエイド（1929.5.27-）
世界を代表する医療財団「クエイド財団」の会長。ホームレスに変装して町をブラブラするのが趣味だが、その際事故に遭って急性硬膜外血腫で苦しんでいたところを偶然当時野に下っていた朝倉の手術を受けて救われる。それ以来彼の腕に惚れ込み、冗談めかして「首に鎖を巻いてでも」連れて行くとまで言い、財団の教授にスカウト。自身が引退した後には朝倉を社長に推薦するなど、絶対的に彼を信頼するようになった。
ジョージ･タケモリ
日系アメリカ人。クエイド大に在籍し｢癌の遺伝子学的療法｣を研究していたが、朝倉の命により高品診療所に出向した。
当初はプライドが高くエリートを鼻にかけたような態度で、高品のところへ来てすぐの頃は"診察室が狭い"という理由で診察に参加せず別室で雑誌を読んでいたりするほどだったが、KAZUYAと共に或る患者を治療したことによって医師としての情熱に目覚めた。以後は、むしろこちらが本来の彼らしく 人懐っこい性格になった。相撲好き。
初登場時は日本人同様の台詞回しがなされていたにもかかわらず、後の話では回によって程度差がありながら何故か片仮名交じりの片言風になっている例がある。
岩動瀧造（いしるが たきぞう）（1957.3.10-）
監察医。僧職でもある。優れた洞察力を持ち、KAZUYAの命を救うことも。僧職でありながら魚等の生臭物も平気で食べる。泳げないことが弱点。
ウィルヘルム･カイザー（1956.7.9-）
ハイデルベルグ大学第二外科教授。自らの肝不全を治癒する目的もあり、カイザー式人工肝臓の研究を行っている。肝不全が重篤化し、しかも人工肝臓が不完全な代物であることが発覚、そうとは知らぬままKAZUYAの生体肝移植手術を受けて回復。その後はKAZUYAと親交を結び、海外に於ける有力な支援者の一人となる。
母国ドイツを誇りに思い、ドイツ製品を愛する男。その為サングラスはローデンストック社製。趣味は鉄道模型の収集で、対象はメルクリン社製に限定。愛車はBMW。
TETSU（テツ）/真田徹郎（さなだ てつろう）（1964-）
「ドクターTETSU」或いは「ドクターＴ」と呼ばれる。後出の真田武志の実弟。髪型と白いコートが外見的特徴であり、作中ではあまり強調されないがKAZUYAと殆ど変わらない長身。
自身の肉体も強靭であり、テコンドーの使い手である。
KAZUYAと同じく裏の世界で生きる医師にしてKAZUYAのライバル的存在。人間の可能性を広げる為に痛覚神経麻痺手術（コールドトミー）や各種のドーピングなどの肉体改造を施したり、単独でホワイトハウスを襲撃したりと、その行動力は時にKAZUYAをも超える。但し、人間の精神と肉体の関係性については無理解なところがあり、一度これで失敗している。
悪態をつきながらもKAZUYAの実力を一番認めており、彼自身の執刀技術も特Ａランク。同じく医師だった父は「来る者は拒まず、貧しきからは受け取らず」の善良な人間だったが、無認可の薬を使って投獄され獄中自殺する。TETSUは、これを契機に冷酷な人間となったが、本来は情に厚く子供好きという一面も持つ。
真田武志（さなだ たけし）（1961.11.4-1991）
TETSUの実兄。身長182cm、体重71kg（単行本第20巻に収録の｢人物ファイル｣25に明記）。TETSU以上に危険な存在で、KAZUYAの宿敵。数々の巨大組織と手を組み、癌発生装置を作ったり蚊や犬、鼠、海豚を改造したアニマル･ウェポンを開発したりと、医学を悪用するテロリストとして暗躍する。
TETSUとは縁を切った筈だが、父親の死を契機に姿を消す前、武志が最後に会い言葉を残して行った相手は弟だった。瀕死の重傷を負う前後もTETSUのことだけは気にかけている描写もあり、また、TETSUも本心では兄である武志を慕いその死に１人涙していたことから、兄弟仲は決して悪くなかったと思われる。最期は死に瀕しながらも人間らしさを取り戻し、治療法が存在せぬという殺人ウイルスを消し去る為、大西洋上の独裁国家・ニューセルゲイ共和国の首脳陣と国民50万人を巻き添えに核爆弾を起爆させて死亡。
岩下貞男（いわした さだお）
日本最大の財閥である三田グループの社長。兄の死後に会長となる。財閥の力を使った世界征服を目論む野心家である。野望達成の障害となっていたKAZUYAを抹殺すべく、当時部下だった真田武志を暗躍させる。後に失態を繰り返した真田を切り捨てるが、それが仇となり真田にフグ毒を盛られて植物状態になる。
木村茂実夫（きむら もみお）
日本の政界を担う由自党の自身の派閥のリーダーである政治家。同じ党員であり政敵でもある安永一郎を追い落とす為に真田武志を保護し、その力を利用する。彼もまた、後に歯止めが利かずに暴走した真田を切り捨てようとするが、返り討ちに遭い重傷を負う。が、渋々とはいえKAZUYAが治療したことによって一命を取り留める。真田曰く、その後は失脚した模様。
ストレンジ
ニューセルゲイ共和国の将軍。彼の上にブランカ大統領がいるものの表舞台には姿を現さず、ストレンジが大統領の威光を盾に実権を握っている。日本を追われた真田武志を保護し、アニマル･ウェポンなどの生物兵器を開発させる。しかし真田は、警告のつもりとはいえKAZUYAに電話をかけた為にスパイ容疑をかけられ、銃撃を受けて瀕死の重傷を負う。だが、真田が核爆弾を爆発させた為に、ストレンジらも国と運命を共にすることとなる。
木村千絵（きむら ちえ）
若い頃にKAZUYAの父・一堡の治療を受け彼を慕うが、裏社会に生きる一堡は彼女の想いに応えることはできなかった。KAZUYAから自宅のような山荘を権利書ごと預かっており、母同然に慕われている。
大谷定久（おおたに さだひさ）（1963.6.15-）
KAZUYAの中学高校時代の同級生のバレーボール選手。身長197cm、体重89kg、長野県出身（単行本第9巻巻末『人物ファイル』6より）。初登場回にて線路上へ転落して気絶した子供を救おうとして右腕を切断してしまうが、元通りバレーができるようにしてやりたいと言うKAZUYAの手術によって完治する。以後、右腕を重点的にトレーニングしているようである。
陸上選手の弟・辰美が居り、辰美は右膝を負傷するが、同じくKAZUYAの手術により完治する。
尚、KAZUYAの身長は「190cm以上」としか設定されてないが、定久と一緒に描かれたコマでは「定久より少し低い程度位に描かれている。大谷の生年は、人物ファイルでは1961（昭和36）年になっているが、第10巻のカバー折り返し部分にて昭和38年と訂正されている｡
村岡盛澄（むらおか もりずみ）（1927.9.2-）
第二次大戦当時、帝都大学医学部に在籍していたが学徒動員によってフィリピンへ行き、衛生兵を務めた。しかし、治す度に兵士は死にゆき、更に敗戦が重なって多くの犠牲を出しながら得られる物もない虚しさから復学する気になれずにいた。たまたま行き着いた無医村にて疫病や怪我で人が死んでいくその様子が戦争と重なり、簡単な手当てでも喜んでくれるその笑顔に応えようと法を侵すことをも承知で診療所を開き、40年以上無免許医をしていた。骨休めの為に村へ来た大垣とKAZUYAに刺激されたことと、無免許医であることが露見し告発されそうになったことが契機となり、正式に医師免許を取得する為に再び帝都に入学する。かなり荒っぽいが患者とは常に対等の立場を築き、直接触れ合って治療をする。
前述の認知症疑惑に悩む柳川を立ち直らせる切っ掛けになった。
島山
｢無医村に近い（村岡の住む）村を救おうとしてやってきて｣医院を開いた若医者だが、「立派なのは建物だけ」「ナマイキ」「若いくせに鼻っ柱さ強くて治療に心がこもってねぇ」などと村民の評判は芳しくなく、実際 年長者に対してもかなり高圧的な態度である。
村岡に対してもそうだったが、紆余曲折を経てまるで憑きものが落ちたかのように謙虚になり、無免許の件が不問に付され帝都へ再入学することになった村岡に申し出て診療所を村民のカルテごと引き継いだ。
橋爪雄仁（はしづめ たけひと）（1954.3.7-1989）
城南大学学長であった大河内秀正のボディーガード。秀正の死が原因で城南大はKAZUYAの命を狙い、その急先鋒となるものの、KAZUYA自身は橋爪など殆ど眼中になく、銃口を向けても邪魔だと一蹴されたこともある。KAZUYAに殴られたせいで左頬に大きな治療痕がある。むやみやたらと振り回す愛銃は、S&WM28。
一人息子である一馬の治療を切っ掛けにKAZUYAと和解し、彼を庇って死亡。享年35。
彼の死後、一馬が急性骨髄性白血病を発症した際は、父親の生前の所業が世間に知れ渡っていたせいで受け入れてくれる医療機関がなく、母親・峰子が途方に暮れているのを知ったKAZUYAが、社長や政治家などの高額な治療費を払ってくれる者達の手術を日にいくつもこなして金を工面し一馬を受け入れてくれる病院を探した上、その病院に骨髄移植の為の無菌室を設置する費用も出した。
縞斑久造（しまお きゅうぞう）（1927.11.30-）
元広域暴力団巷談組組長。自身の癌の執刀を機にKAZUYAと知り合い、堅気になる。現在は有限会社（後に株式会社）『縞斑建設』社長であり、高田浩次をはじめとする部下共々KAZUYAを慕う。入院していたとき腎臓癌の子供と知り合い触れ合って以来、性格も丸くなったようである。
後に娘と孫が登場するが、娘達にはヤクザ稼業は秘密にしていた様子。この孫もまた重度の病気を患い、KAZUYAに命を救われることになった。しかし、まだヤクザとしての習慣が抜け切っていないらしく、KAZUYAが孫の命を救ったにもかかわらずその手柄を横取りした大学病院に対して、「乗り込みましょう！」と息巻く高田を制しつつ、笑顔で「今のワシらは暴力団じゃなくてタダの建設会社、それらしいことをさせてもらえばいい」（大意）と穏やかに言った上で、トラックで正門を破壊する、学長の銅像を破壊した挙句に倒れた像の小指すぐ横にドスを突き立てる、などの報復に出た。
深欲謙造（ふかよく けんぞう）
金成医科大学の理事長兼学長。その名の通り欲深い人物であり、医学部ブームの際には裏口入学者を大量に受け入れていたが、それが祟って学生の質が低下し入学者数が減少、ジリ貧状態に陥っていた。
状況打開の為にKAZUYAを招き入れて、縞斑の孫が罹患していた難治例の左心低形成症候群の手術でイメージアップを図るが、手術成功の記者会見の際にはKAZUYAの存在を徹底的に隠蔽したうえであたかも自分たちの手柄のようにアピールした為に、それを知った縞斑たちから前述のような間接的な報復を受けることになった。結果「やばい所に目をつけられているんじゃないか」という疑惑（大意）が広まり、本来の目的であった入学者の増加は失敗に終わったようである。
黒松丈助（くろまつ じょうすけ）（1955.10.3-）
警視庁の刑事。正義感が強い。彼もまた初対面のKAZUYAを悪の医者だと勝手に思い込み、警察官であるにも拘らずKAZUYAをメスの持てない体にしようと画策したが、後に誤解だったことを認めて反省し、信頼するようになる。
橘幸治郎（たちばな こうじろう）
橘商会の社長であったが、ワンマン経営が祟り、倒産してしまう。そこを臓器密売グループにつけ込まれ、テトラドトキシンを飲んで服毒自殺を図るも、KAZUYAによって病院に運ばれる。人工呼吸器を壊されここまでかと思われたが、息子の清文によって救われる。
橘清文（たちばな きよふみ）
橘商会の御曹司であり、父親に甘やかされ苦労知らずで生きてきた。会社が倒産したにも拘らず高級車をねだるなどの馬鹿げた行動こそあったものの、学費を自らバイトで集めようとしたり、大の大人でも苦しいという人工呼吸器の手動操作を長時間行うことによって父親を救ったりした。
KAZUYA曰く「（自分が）思っていたより強い」男であり、目を覚ました父に「借金なんか二人で返せばいい！ 一生かかったっていいじゃねぇか！」という言葉(大意)をかけ、その後新社長として会社再建に乗り出した。
丸井伝五郎（まるい でんごろう）
元中学校校長の老人。あらゆる医学書を読破し、知識だけなら並の医者以上の医学マニアである。説教好きで寺沢病院によく訪れては医師たちの処置に口出しする為、「死に神博士」というあだ名をつけられている（ある程度の分はわきまえ、助言だけに留めている）。高品が見抜けなかった「メデューサの頭」（何らかの原因で門脈が塞がり、腹部の毛細血管が浮かび上がる現象。この場合肝臓癌の可能性がある）を見抜いたことがある。高品の可能性を見抜いているのか、その後も高品が診療所を開業したときに花束を贈るなどして、彼を温かく見守っている。
星岡初（ほしおか はじめ）
プロ野球選手。かつては東京アストロズのエースピッチャーだったが、加齢による限界か200勝目前で成績不振に陥り、甲府ヤンキースにトレードされた（成績不振の為というのは半分は建前で、年齢的に限界が近いと目される星岡のネームバリューを利用して有望な若手2名を獲得したいという意向が、アストロズにはあった）。しかし、湯治先の温泉旅館で出会ったKAZUYAの診察で右肩内部にできたガングリオンの影響による血流障害が原因と判明、治療で克服し復活を遂げ、ヤンキースで200勝を達成する。これを機にKAZUYAとは友人関係となる。
尚、彼が不調と復活の理由を明かさなかった為、彼が泊まっていた温泉旅館には怪我が治る温泉があるという噂が流れることになった。また、ヤンキースが彼とのトレードで獲得した選手2名はそれぞれ活躍する間もなく故障してしまっており、真相を知らぬ監督によって無理矢理温泉に浸からされる羽目になった。
加山
K県立加奈高等学校の生徒。中学までは成績優秀で医者を目指していたが、受験番号を間違えて高校受験に失敗し、グレていた。友人・大内の代打校医として赴任してきたKAZUYAと出会ったことにより、再び医学への道を志す。
石田治朗（いしだ なおすけ）
加奈高教諭、加山のクラスの担任教師。高校の頃、自分の怪我も省みずに救ってくれた恩師を見て教師を志した。子供時代のKAZUYAとそのとき偶然会っていたが、自身はそれがKAZUYAだったということに気付いていない。少々頑固なところもあるが、生徒思いの優しい先生である。そして節子夫人（作中未登場）を溺愛しており、生徒の前でのろける一面を持つ。
ジム･ハミルトン
『Doctor K』に登場。アメリカの大統領。二期目を狙っている。心から国民を愛しており、勇敢で度量が広く、大統領として相応しい人物と言える。人為的に作り出された未知の寄生虫をKEIによって植え付けられ一時は死の危機に瀕したが、KAZUYAのオペにより回復。後に彼の中の抗体が世界を救うことになった。
フォルク･マイスター
『Doctor K』に登場。祖父スターレン･マイスターが、ナチスの命を受けたことにより創立した組織「Wissenschaft-Heiligen（ウィッセンシャフト･ヘイリゲン）」を継ぐ男。遺伝子操作から新たな生物を生み出し、潜水艦をも保有、国連や日本の警察にスパイを送り込むほどの組織力を持つ。アジトはドイツのフュッセンの北にある。Ｋ一族と、KAZUYAの祖父・一宗からの因縁がある。
キール･ゲルシュタイン
『Doctor K』に登場。「Wissenschaft-Heiligen」の構成員。南極での汚名返上の為に裏切り者のKEIを付け狙う。国連軍で軍隊式格闘技を学んだ男。別名クリント。

## 書誌情報

### 単行本
真船一雄 『スーパードクターK』 講談社〈講談社コミックス〉、全44巻
1. 1988年8月11日発売[3]、ISBN 4-06-311373-6
2. 1988年9月12日発売[4]、ISBN 4-06-311382-5
3. 1988年11月14日発売[5]、ISBN 4-06-311402-3
4. 1989年2月14日発売[6]、ISBN 4-06-311424-4
5. 1989年4月14日発売[7]、ISBN 4-06-311439-2
6. 1989年7月12日発売[8]、ISBN 4-06-311468-6
7. 1989年10月13日発売[9]、ISBN 4-06-311494-5
8. 1989年12月14日発売[10]、ISBN 4-06-311513-5
9. 1990年3月15日発売[11]、ISBN 4-06-311539-9
10. 1990年5月10日発売[12]、ISBN 4-06-311562-3
11. 1990年7月13日発売[13]、ISBN 4-06-311583-6
12. 1990年9月13日発売[14]、ISBN 4-06-311598-4
13. 1990年11月15日発売[15]、ISBN 4-06-311615-8
14. 1991年2月13日発売[16]、ISBN 4-06-311639-5
15. 1991年4月11日発売[17]、ISBN 4-06-311657-3
16. 1991年6月12日発売[18]、ISBN 4-06-311677-8
17. 1991年8月5日発売[19]、ISBN 4-06-311697-2
18. 1991年10月11日発売[20]、ISBN 4-06-311718-9
19. 1991年12月11日発売[21]、ISBN 4-06-311737-5
20. 1992年2月12日発売[22]、ISBN 4-06-311753-7
21. 1992年4月13日発売[23]、ISBN 4-06-311772-3
22. 1992年7月14日発売[24]、ISBN 4-06-311803-7
23. 1992年9月11日発売[25]、ISBN 4-06-311822-3
24. 1992年11月11日発売[26]、ISBN 4-06-311840-1
25. 1993年2月10日発売[27]、ISBN 4-06-311868-1
26. 1993年4月15日発売[28]、ISBN 4-06-311890-8
27. 1993年7月14日発売[29]、ISBN 4-06-311918-1
28. 1993年9月13日発売[30]、ISBN 4-06-311936-X
29. 1993年12月14日発売[31]、ISBN 4-06-311966-1
30. 1994年2月15日発売[32]、ISBN 4-06-311983-1
31. 1994年4月14日発売[33]、ISBN 4-06-312004-X
32. 1994年6月15日発売[34]、ISBN 4-06-312024-4
33. 1994年9月9日発売[35]、ISBN 4-06-312049-X
34. 1994年12月9日発売[36]、ISBN 4-06-312079-1
35. 1995年2月14日発売[37]、ISBN 4-06-312099-6
36. 1995年4月12日発売[38]、ISBN 4-06-312122-4
37. 1995年6月12日発売[39]、ISBN 4-06-312144-5
38. 1995年9月12日発売[40]、ISBN 4-06-312174-7
39. 1995年12月12日発売[41]、ISBN 4-06-312206-9
40. 1996年2月14日発売[42]、ISBN 4-06-312228-X
41. 1996年4月15日発売[43]、ISBN 4-06-312255-7
42. 1996年7月15日発売[44]、ISBN 4-06-312288-3
43. 1996年10月15日発売[45]、ISBN 4-06-312324-3
44. 1996年12月11日発売[46]、ISBN 4-06-312357-X

真船一雄 『Doctor K』 講談社〈講談社コミックス〉、全10巻
1. 1997年4月15日発売[47]、ISBN 4-06-312402-9
2. 1997年5月14日発売[48]、ISBN 4-06-312409-6
3. 1997年7月15日発売[49]、ISBN 4-06-312434-7
4. 1997年10月15日発売[50]、ISBN 4-06-312467-3
5. 1997年12月13日発売[51]、ISBN 4-06-312491-6
6. 1998年2月13日発売[52]、ISBN 4-06-312513-0
7. 1998年5月13日発売[53]、ISBN 4-06-312546-7
8. 1998年7月15日発売[54]、ISBN 4-06-312571-8
9. 1998年9月14日発売[55]、ISBN 4-06-312594-7
10. 1998年11月14日発売[56]、ISBN 4-06-312626-9

### 文庫版
真船一雄 『スーパードクターK』 講談社〈講談社漫画文庫〉、全22巻
1. 2003年3月12日発売[57]、ISBN 4-06-360512-4
2. 2003年3月12日発売[58]、ISBN 4-06-360513-2
3. 2003年4月11日発売[59]、ISBN 4-06-360525-6
4. 2003年4月11日発売[60]、ISBN 4-06-360526-4
5. 2003年5月9日発売[61]、ISBN 4-06-360536-1
6. 2003年5月9日発売[62]、ISBN 4-06-360537-X
7. 2003年6月12日発売[63]、ISBN 4-06-360555-8
8. 2003年6月12日発売[64]、ISBN 4-06-360556-6
9. 2003年7月11日発売[65]、ISBN 4-06-360572-8
10. 2003年7月11日発売[66]、ISBN 4-06-360573-6
11. 2003年12月12日発売[67]、ISBN 4-06-360674-0
12. 2003年12月4日発売[68]、ISBN 4-06-360675-9
13. 2004年1月9日発売[69]、ISBN 4-06-360700-3
14. 2004年1月9日発売[70]、ISBN 4-06-360701-1
15. 2004年2月10日発売[71]、ISBN 4-06-360713-5
16. 2004年2月10日発売[72]、ISBN 4-06-360714-3
17. 2004年3月12日発売[73]、ISBN 4-06-360729-1
18. 2004年3月12日発売[74]、ISBN 4-06-360730-5
19. 2004年4月9日発売[75]、ISBN 4-06-360737-2
20. 2004年4月9日発売[76]、ISBN 4-06-360738-0
21. 2004年5月12日発売[77]、ISBN 4-06-360748-8
22. 2004年5月12日発売[78]、ISBN 4-06-360749-6

真船一雄 『Doctor K』 講談社〈講談社漫画文庫〉、全5巻
1. 2006年12月12日発売[79]、ISBN 4-06-370395-9
2. 2006年12月27日発売[80]、ISBN 4-06-370405-X
3. 2007年2月9日発売[81]、ISBN 978-4-06-370420-4
4. 2007年3月9日発売[82]、ISBN 978-4-06-370431-0
5. 2007年4月12日発売[83]、ISBN 978-4-06-370445-7